# Volxtheaterkarawane

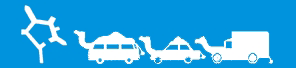
Logo der Volxtheaterkarawane

Die Volxtheaterkarawane war ein zwischen 2001 und 2011 bestehendes gesellschaftskritisches postdramatisches Kunstprojekt in Österreich. Initiiert wurde die Volxtheaterkarawane von Teilen des Volxtheater Favoriten aus Wien und antirassistischen und Medienaktivisten aus der Plattform für eine Welt ohne Rassismus. Zentrale Themen waren die Auseinandersetzung mit Rassismus, Sexismus, Grenzen, Migrationskontrolle und staatlicher Überwachung.
Die Volxtheaterkarawane war ein loser Zusammenschluss von politisch und kulturell aktiven Menschen. Es gab kein fixes Ensemble und man versuchte, sich basisdemokratisch zu organisieren. Die Karawane bereiste Orte politischer Auseinandersetzung, die zum Schauplatz künstlerischer Interventionen gemacht werden. Es ging darum, Grenzen nicht nur in Frage zu stellen, sondern sie auch aktiv zu überschreiten.
Im Jahr 2011 löste sich die Gruppe nach mehrjähriger Inaktivität offiziell auf. Zuvor hatte die italienische Justiz ein seit Jahren schwebendes Verfahren gegen zahlreiche Aktivisten der Karawane, die nach dem G8-Gipfel in Genua 2001 inhaftiert wurden, eingestellt. Das Volxtheater Favoriten ist weiterhin aktiv.

## Projekte
Vom 26. Juni 2001 bis 2006 realisierte die Volxtheaterkarawane mehrere Projekte. Während die „Noborder, Nonation Karawane“ (2001) und die „noborderZONE“ (2002) für jeweils ein Jahr angelegt waren, soll das „noborderLAB“-Projekt zeitlich unbegrenzt laufen. Unter anderem deshalb zeichnete die IG Kultur Österreich „noborderLAB“ am 9. Mai 2004 mit dem „Förderpreis politische Kulturarbeit“ aus.

### Noborder, Nonation Karawane
Die Volxtheaterkarawane trat erstmals mit der am 26. Juni 2001 beginnenden „Noborder, Nonation Karawane“ öffentlich in Erscheinung. In Nickelsdorf, einem österreichischen Ort an der Grenze zu Ungarn, wurde unter dem Slogan „Künstler lernen Schießen“ ein zu Ehren des ehemaligen österreichischen Außenministers Alois Mock errichtetes Denkmal von als UNO-Soldaten verkleideten Aktivisten mit Platzpatronen unter Beschuss genommen. Damit sollte der Umgang mit Flüchtlingen an den österreichischen Ostgrenzen (Assistenzeinsatz des Bundesheers) 11 Jahre nach dem Fall des Eisernen Vorhangs thematisiert werden.
Nächster Halt waren die Proteste gegen das Weltwirtschaftsforum in Salzburg (28. Juni bis 3. Juli), wo am 2. Juli unter anderem eine Streetparty organisiert wurde.
Es folgte die Teilnahme an einem Grenzcamp in Petišovci, Slowenien. Durch eine medienwirksame Aktion vor einem Abschiebegefängnis in Ljubljana – in deren Rahmen unter Medienbeobachtung vor dem Gebäude Banner („No-Borders“ u. ä.) ausgebreitet wurden und über Megaphon in verschiedenen Sprachen auf die Haftbedingungen aufmerksam gemacht wurde – gelang es der Volxtheaterkarawane, den Umgang mit Flüchtlingen in der slowenischen Öffentlichkeit kritisch zu thematisieren.
Internationale Schlagzeilen machte die Verhaftung von 25 Karawanen-Aktivisten nach dem G8-Gipfel in Genua (Italien) am 22. Juli 2001. Die Aktivisten mussten drei Wochen in italienischen Gefängnissen bleiben. Ihnen werden Plünderungen und Beteiligung an gewalttätigen Ausschreitung im Rahmen der Proteste gegen die G8 vorgeworfen. Nach der Verhaftung kam es nach Angaben der Betroffenen zu Misshandlungen durch die italienische Polizei. Ein Prozess wegen Misshandlungen Gefangener gegen 45 Polizisten, darunter auch ein General, begann am 12. Oktober 2005 in Genua. Die Anklage stützt sich dabei auf mehrere tausend Zeugenaussagen. Bereits im März 2005 hatte eine Untersuchungsrichterin festgestellt, dass die Polizei selbst Beweismittel (Molotowcocktails, Messer und Knüppel) den Demonstranten untergeschoben hatte.
Als die Festnahmen durch österreichische und internationale Medien gingen, kam es zu Solidaritätkundgebungen und Demonstrationen mit den verhafteten Mitgliedern der Volxtheaterkarawane in Wien und anderen Städten. Auch namhafte Künstlerinnen wie Elfriede Jelinek und Marlene Streeruwitz solidarisierten sich mit der Gruppe, während die damalige österreichische Außenministerin Benita Ferrero-Waldner angeblich belastendes Material an die italienische Polizei weitergab und die Volxtheaterkarawane als „amtsbekannte Personen“ bezeichnete.
Nach der Freilassung wurden die Geschehnisse des Sommers 2001 in „publixtheatrecaravan.mov“ filmisch aufgearbeitet. Der Film wurde unter anderem auf der Diagonale 2002 im Rahmen der Veranstaltungsreihe „noborder - nonation 1“ gezeigt.
Die Volxtheaterkarawane revanchierte sich überdies bei Benita Ferrero-Waldner während deren Präsidentschaftswahlkampf 2004, indem sie an einem Sloganwettbewerb der Kandidatin teilnahmen und mit mehreren Slogans gewannen, woraufhin sie bei einem für die Gewinner des Wettbewerbs ausgerichteten Fest einen Auftritt hatten, bei dem sie gegen die Präsidentschaftskandidatin Werbung machten.

### NoborderZONE

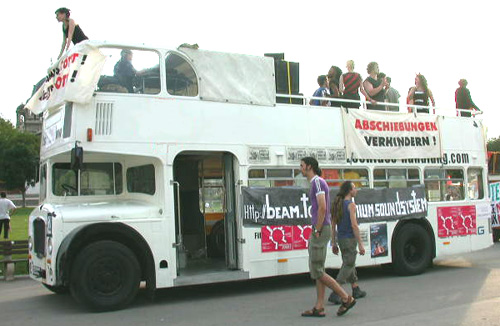
Ausstellungs- und Medien-Bus der Volxtheaterkarawane bei der „Free-Republic-Parade“

Das zur Zeit der Diagonale, des alljährlich in Graz stattfindenden Filmfestivals, angesetzte noborderZone-Projekt (21. bis 23. März 2002) in der Grazer Innenstadt beinhaltete ein umfangreiches Programm zum Themenkomplex „Globalisierung – Migration – Widerstand“. Es war eine gezielte Erweiterung des Rahmens eines Medienprojekts in den öffentlichen Raum.
Im Juli beteiligte sich die Volxtheaterkarawane an einem „NoborderCamp“ in Straßburg (Frankreich), einem Treffen von NoBorder-Aktivisten aus ganz Europa. Der Ort wurde gewählt, weil dort das Schengener Informationssystem (SIS) angesiedelt ist. Nach einer ersten Demonstration wurden weitere Kundgebungen im Raum Straßburg während des Wochenendes des NoborderCamps polizeilich verboten.
Im Anschluss daran stattete die Volxtheaterkarawane der Documenta11 in Kassel (Deutschland) einen – im Nachhinein gesehen – ungebetenen Besuch ab. Die Karawane war Teil einer dortigen Fotoausstellung der Künstlerin Lisl Ponger mit dem Titel „Sommer in Italien“ (Fotoarbeit zum G8-Gipfel in Genua, 2001). In der Nähe der documenta-Halle, am Friedrichsplatz, wurde der englische Doppeldeckerbus geparkt und ein Straßentheater inszeniert: Mit Liegestühlen, Planschbecken, Sonnenschirmen und Gummibäumen wurde eine „Urlaubsidylle“ dargestellt, in der sich die Mitglieder des Volxtheaters bewegten. Sie waren dabei mit weißen Overalls bekleidet und mit undefinierbaren, elektronischen Geräten ausgerüstet. Die Installation sollte auf die Einschränkung der Bewegungsfreiheit von Flüchtlingen innerhalb der EU hinweisen. Nachdem die Volxtheaterkarawane von den documenta-Verantwortlichen als Sicherheitsrisiko eingestuft wurde, musste sie unter Androhung von Festnahme und Beschlagnahmung des Medienbusses den Platz verlassen.
Im Herbst nahm die Volxtheaterkarawane mit der noborderZONE wie schon 2001 an den Anti-WEF-Protesten in Salzburg teil.

### NoborderLAB

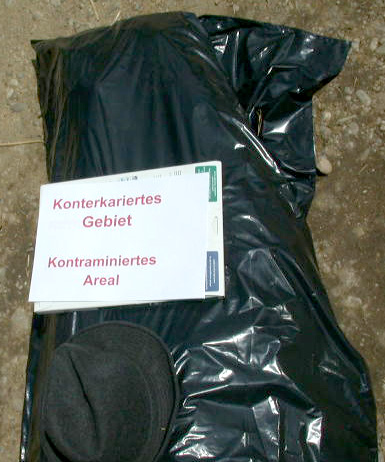
Kontaminierter „Volkskörper“ als Requisit beim Festival der Regionen in Oberösterreich

Im Rahmen des Projekts „Noborderlab - Another war is possible“ schlug die Volxtheaterkarawane vom 29. Mai bis zum 1. Juni 2003 anlässlich des Austrian Social Forums (ASF) in Hallein ihre Zelte auf. Dort initiierte sie mit der „A.nanas S.ozial F.abrik“ ein Alternativprojekt „jenseits von Staat, Kapital und Nationen“. Thematisiert wurde in Workshops und Gesprächen vor allem die Situation der „Sans Papiers“, also jener Flüchtlinge, die keine amtlichen Papiere über ihre Herkunft besitzen. Daneben wurde ein Fußballspiel, zwischen Sans Papiers und Mitgliedern des Österreichischen Gewerkschaftsbundes, organisiert.
Anschließend fuhr das Projekt, samt Ausstellungs- und Medienbus, zum noborderCamp Timișoara (Rumänien), wo es vom 9. bis zum 15. Juni Station machte.
Beim Festival der Regionen in Oberösterreich fielen die Karawanisten vom 27. Juni bis zum 5. Juli unter anderem durch eine via Internet verbreitete Kriegserklärung an die österreichische Außenministerin Benita Ferrero-Waldner und als ein, einer Horde Fußballhooligans nicht unähnlicher, Fanclub des oberösterreichischen Landeshauptmanns Josef Pühringer auf.
Am 30. Juni 2003 verschafften sich Aktivisten der Volxtheaterkarawane Zutritt zum privaten Stiftsgymnasium Lambach, gaben sich gegenüber Personal und Schülern unter Vorlage gefälschter Dokumente als Mitarbeiter des fiktiven „European Institute for Biometric Research“ aus und forderten Schüler dazu auf, sich biometrisch vermessen zu lassen. Unter anderem sollten Schüler Fragen nach Aussehen und Kontoverbindungen ihrer Eltern beantworten, Stuhlproben abgeben oder Haare zur Verfügung stellen. Die Aktivisten wurden dafür wegen Täuschung, Amtsanmaßung, Urkundenfälschung und Fälschung besonders geschützter Urkunden angezeigt und der Amtsanmaßung schließlich auch für schuldig befunden. Die Anklagepunkte in Bezug auf Urkundenfälschung wurden bereits während des Vorverfahrens fallen gelassen. Im Hauptverfahren wurden die Angeklagten vom Vorwurf der Täuschung freigesprochen und wegen Amtsanmaßung zu bedingten Geldstrafen zwischen 100 und 400 Euro verurteilt. Die verhängten bedingten Geldstrafen waren eher symbolisch, für die Angeklagten aber insofern ärgerlich, als sie für Verurteilte mit noch offenen bedingten Strafen eine Verlängerung der Bewährungszeiten bewirken.
Im Rahmen des Projekts „Schengenblick“ wurde im Dom im Berg in Graz – der Europäischen Kulturhauptstadt 2003 – am 24. Juli das, auf dem Text „Bukaka spat here“ von Alexander Brener und Barbara Schurz basierende, Stück „Bukaka says: Another war is possible“ uraufgeführt. Es handelt von Bukaka, die ein künstliches Wesen, ein Cyborg ist, von ihrer Auseinandersetzung mit Identität und der Welt.
Die Volxtheaterkarawane schaffte es bei dem von der ÖVP, anlässlich des Bundespräsidentenwahlkampfs 2004, ausgeschriebenen Slogan-Wettbewerb fünf der zehn Siegerslogans einzureichen. Aufgrund dieser Gewinne waren fünf Aktivisten der Volxtheaterkarawane am 12. April 2004 zu einem Heurigenbesuch mit Benita Ferrero-Waldner im 19. Wiener Gemeindebezirk eingeladen. Zu diesem Anlass veröffentlichten die Performancekünstler ihre Einladung im Internet und luden alle Interessierten ein, mit zum Heurigen zu kommen. Circa 40 Menschen kamen der Aufforderung auch nach und jubelten der Volxtheaterkarawane, die als Benita Fanclub („Benita Ultras“) auftrat zu. Der Zutritt zum Heurigen wurde jedoch von Polizei und Sicherheitspersonal verhindert. Nur zwei der Gewinnerinnen wurden in den Heurigen eingelassen. Als diese sich als Mitglieder der Volxtheaterkarawane zu erkennen gaben, wurden sie jedoch sehr schnell vom Sicherheitspersonal entfernt. Erst nach langem Intervenieren war es einem weiteren Gewinner und einer Gewinnerin gestattet, den Heurigen zu betreten. Drinnen kam es zu einem kurzen Streitgespräch mit der Außenministerin, das auszugsweise in Radio und Fernsehen übertragen wurde. Wenige Wochen später entschuldigte sich Ferrero-Waldner für die Weitergabe polizeilicher Vormerkungen an die italienische Justiz und bezeichnet die Affäre als „Hänger in ihrer Karriere“. Die Wahl zum Bundespräsidenten verlor sie knapp gegen Heinz Fischer.
Vom 20. bis 30. Oktober 2004 gastierte die Volxtheaterkarawane, gemeinsam mit dem New Yorker Living Theatre, bei der Veranstaltungsreihe „Public Playgrounds“, die vom Forum Freies Theater in Düsseldorf initiiert wurde. Abschließend wurde „die erste Pilotabschiebung der Kooperationspartner european heimkehr und LTUuuh, mit Unterstützung des Bundesministeriums der Innereien, des BgehS und des Flughafens Dusseldorf International“ beim Ausreisezentrum Neuss und in der Düsseldorfer Innenstadt inszeniert. Im öffentlichen Raum „exekutierte“ die Volxtheaterkarawane am 29. Oktober an mehreren Personen eine „neue einfache, billige und sichere Methode“, Asylbewerber abzuschieben. Es wurde auf Unternehmen wie LTU und European Homecare hingewiesen, die von dem Geschäft mit Abschiebung profitieren. Am 27. Oktober 2004 hatte „Genova Sample“ – eine szenische Lesung, die sich den niedergeschriebenen Erlebnissen der 2001 in Genua verhafteten Personen der Volxtheaterkarawane widmet – in den Düsseldorfer Kammerspielen Premiere.

## Performances
- „Genova Sample“ | Oktober 2004 – Januar 2005
- „Bukaka says: Another war is possible“ (Brener/Schurz) | Herbst 2002 – Juli 2004
- „The lie of Performance“ (Brener/Schurz) | Frühjahr 2001 – Sommer 2002

## Videos
- no-racism.net/nobordertour (RAM; 0 kB) Aktion am Grenzübergang Nickelsdorf
- www.kanalb.at „volXtheater trifft benita ferrero-waldner“, video von kanalB

### Medienberichte
- www.republicart.net another war is possible // volXtheater
- www.telepolis.de „Genua: Misshandlungen von Mitgliedern der VolxTheater-Karawane bestätigt“